# Villa Contarini
Villa Contarini - Camerini è una delle più grandi ville venete. Di aspetto barocco, è situata a sfondo della piazza principale di Piazzola sul Brenta (Padova), porticata e semicircolare.
Nel 1546 Paolo e Francesco Contarini fecero costruire il corpo centrale della villa. Il nucleo centrale, che si deve probabilmente all'architetto Andrea Palladio, fu successivamente inglobato nell'ampliamento della fine del Seicento voluto da Marco Contarini, dando al complesso l'attuale aspetto barocco.
Dopo un lungo periodo di degrado, l'acquisto nel 1852 da parte della ricca famiglia imprenditoriale dei Camerini di Castel Bolognese portò alla sistemazione attuale, con ampi interventi di restauro e veri e propri rifacimenti. Alla fine dell'Ottocento venne anche creato il vasto parco all'inglese che la caratterizza a settentrione, oltre 40 ettari con peschiere, laghetti e viali alberati.

## Storia

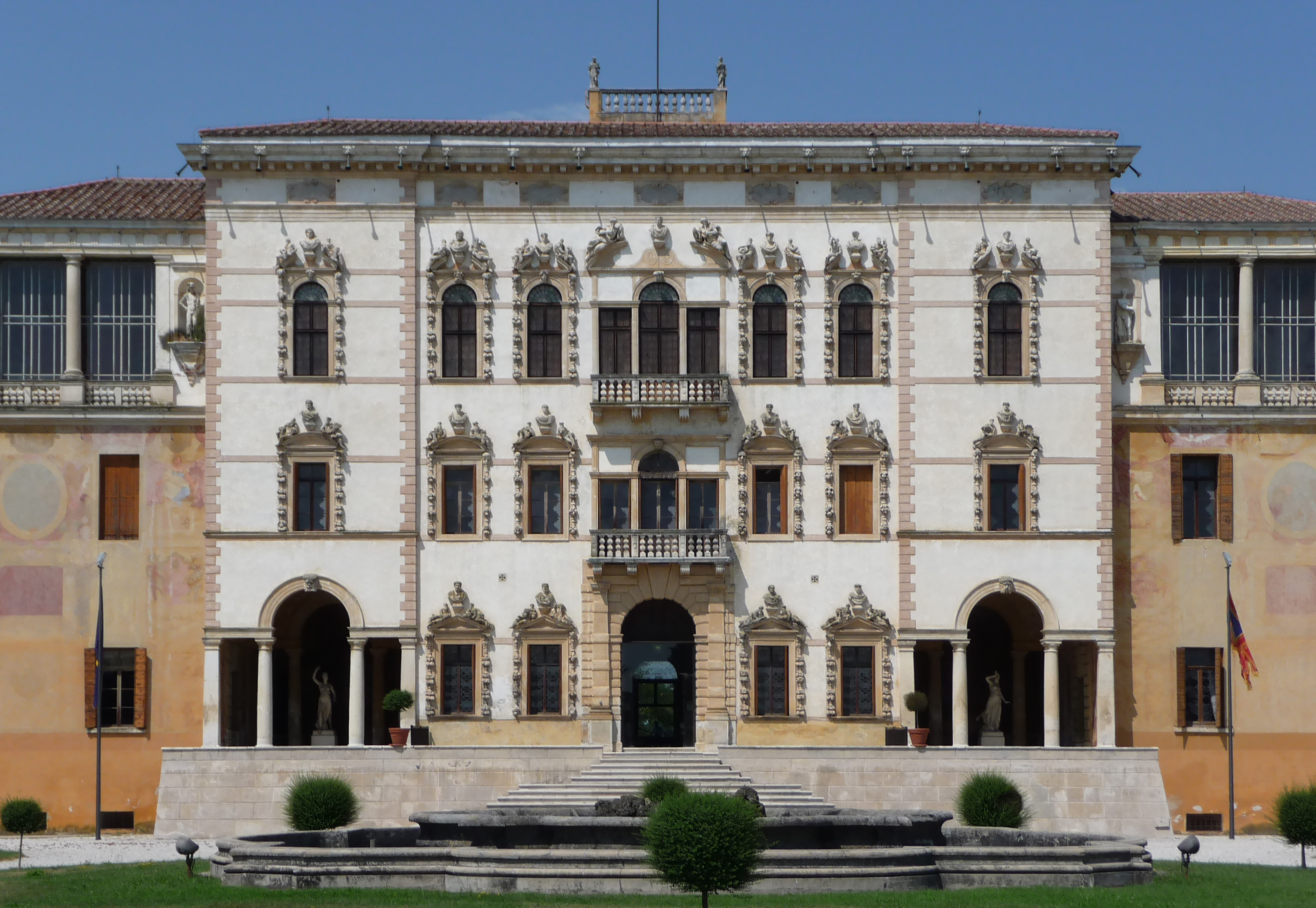
Il corpo centrale della villa

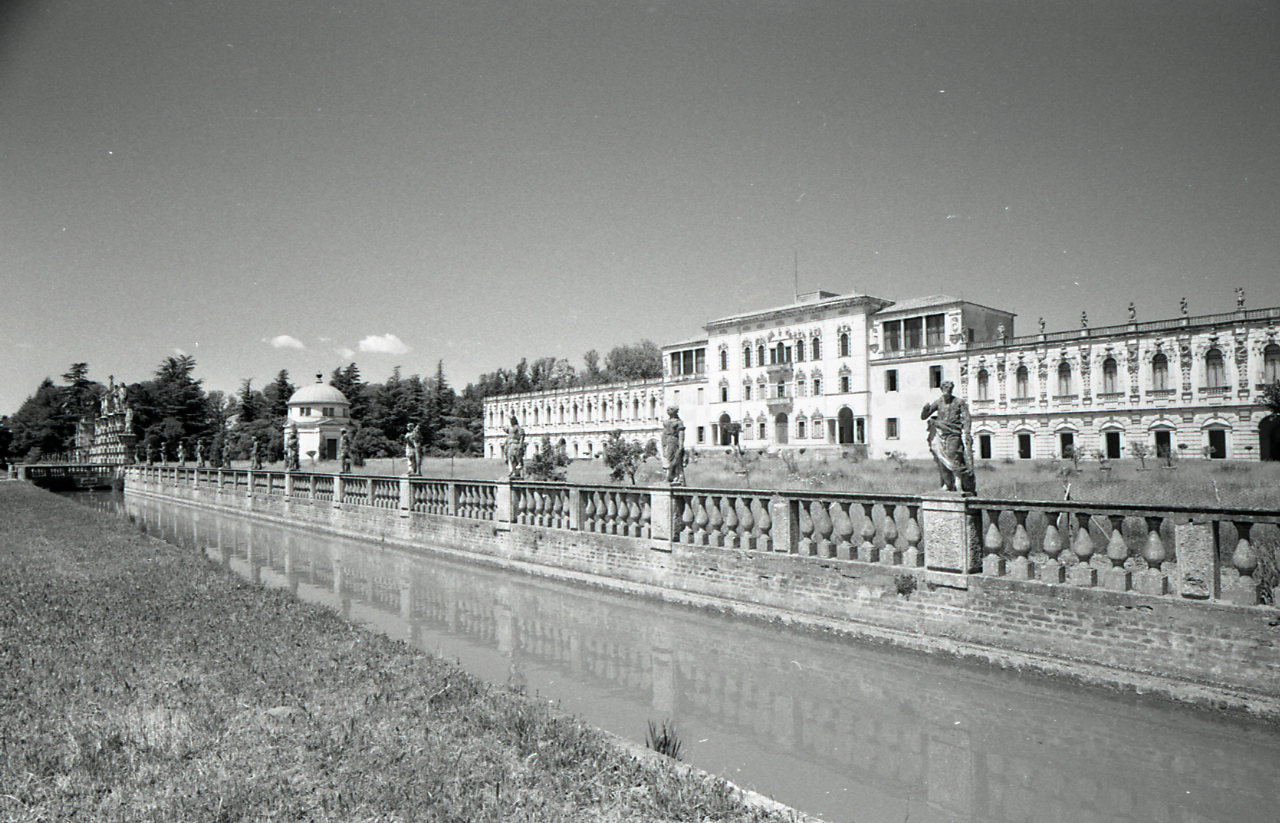
Il fronte della villa con il canale in una foto di Paolo Monti del 1967

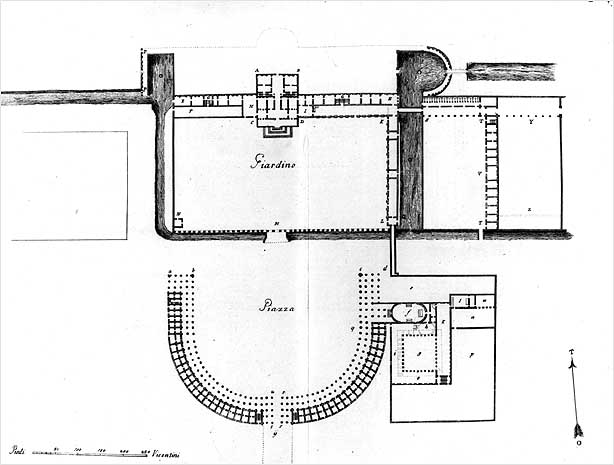
Pianta del complesso della villa (Francesco Muttoni, 1760); dell'emiciclo nella piazza è oggi esistente solo l'ala destra.

Piazzola, possedimento del comune di Vicenza fino al 1268, era un tempo difesa da un castello in origine della famiglia Dente, poi dei Belludi e quindi, dopo l'arrivo dei Padovani, dei Carraresi. Successivamente, il fortilizio fu tra i beni portati in dote da Maria di Jacopo da Carrara al marito Nicolò Contarini, patrizio veneziano.
Il castello fu trasformato in una villa rustica, probabilmente da Andrea Palladio negli anni 1540, per Paolo Contarini e i suoi fratelli.
Fino alla seconda metà del XVII secolo la villa rimase dimora rurale. Fu infatti l'ambizioso Marco Contarini, procuratore di San Marco, ad ampliare l'edificio, rendendolo simile ad una reggia e facendone uno straordinario luogo teatrale, fastosa sede di rappresentanza e svago.  Fu così realizzato il nucleo centrale della villa attuale, inglobando proprio l'antico castello, come dimostrano tutt'oggi i resti del sedime e una mappa del 1608, in cui compaiono tre fossati con funzioni difensive.
Come architetti sono stati fatti anche i nomi di Vincenzo Scamozzi e Baldassare Longhena. Dell'opera palladiana restano tracce in mappe e documenti d'archivio, anche se poco è ancora visibile nell'edificio trasformato a più riprese a partire dal 1662. Nel 1676 si procedette all'ampliamento e trasformazione dell'ala destra, con doppio ordine di colonne rustiche e telamoni, e una fastosa decorazione scultorea che invase anche il corpo principale della villa. Il progetto di allargamento e abbellimento della villa rimase incompiuto, forse per carenza di fondi.
La cappella privata della villa è una delle principali opere di Tommaso Temanza.
Una mappa del 1788 documenta che a quella data esisteva già l'emiciclo di portici che delimita la grande piazza, di cui è oggi sopravvissuta l'ala destra. Altri ritengono invece che l'emiciclo e la decorazione della villa non vennero finiti per mancanza di fondi.
Dopo averla acquistata nel 1852, dalla seconda metà del XIX secolo la famiglia Camerini restaurò la villa, ormai in rovina, riportandola agli antichi splendori e completandola secondo il gusto dell'eclettismo ottocentesco. Alla fine dell'Ottocento vennero anche creati il vasto giardino all'inglese e la ricca biblioteca grazie al conte Paolo Camerini che trasformò lo stesso paese in un florido centro e che per i suoi meriti fu creato duca nel 1925.
Dopo un lungo periodo di abbandono nel secondo dopoguerra, dal 1970 la villa fu aperta al pubblico, grazie ai restauri promossi e sostenuti da Giordano Emilio Ghirardi e alla tutela dell'Ente Ville Venete (oggi Istituto Regionale). La villa è dal 1986 sede della fondazione Ghirardi e ospita attività ed eventi culturali.
L'intero complesso venne ceduto nel 2005 alla Regione Veneto, impegnatasi nella valorizzazione di questo rilevante patrimonio culturale. Accanto alle consuete attività volte a far conoscere l'intero complesso architettonico e paesaggistico, con il ricco apparato decorativo che li caratterizza, attraverso visite guidate e attività educative. Oltre che museo, la villa è sede di esposizioni d'arte di interesse regionale e nazionale.

## Descrizione

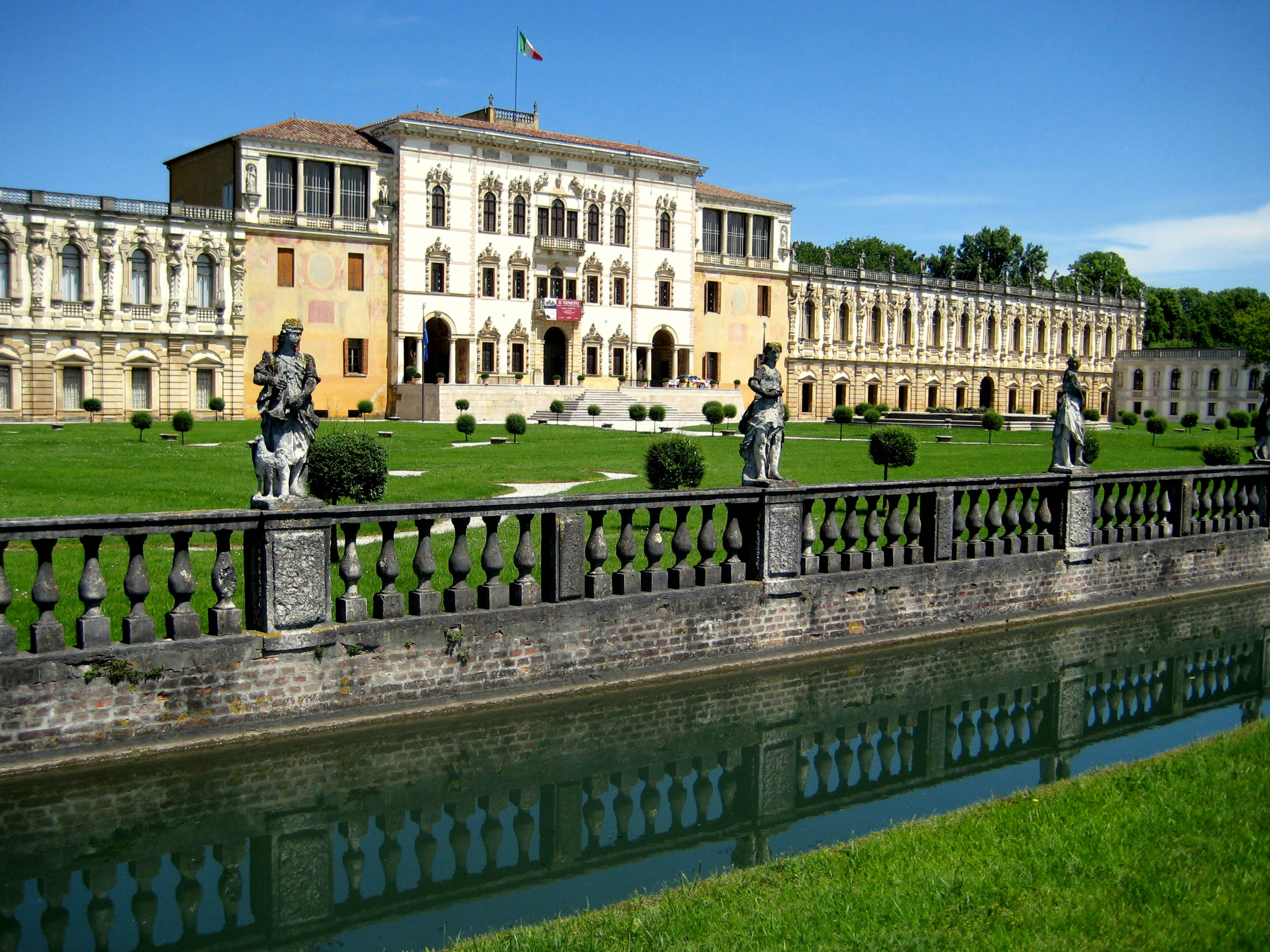
Vista della villa

La villa si compone di numerosi ambienti, che si sviluppano dal corpo centrale.  Copre una superficie di 6.000 m² per un totale di 144 ambienti.
Al piano terra si trova la Galleria delle conchiglie, con il soffitto e le pareti adornate di vere conchiglie.  Le due ali parallele della villa si suddividono in varie sale comunicanti, affrescate con temi biblici, mitologici, scene di caccia, mosaici e giochi prospettici per lo svago degli ospiti. Un passaggio nell'ultima sala permetteva di raggiungere l'emiciclo dove erano situate le stanze degli ospiti. Parte delle sale furono restaurate o decorate ex novo nell'Ottocento.
Al secondo piano si trova la grande biblioteca e le sale arredate nell'Ottocento dalla famiglia Camerini, che volle dotarsi di alcune comodità come il bagno e l'ascensore.
Sul retro della villa si esce nel parco attraverso la sala del pozzo, mentre nei sotterranei si estendono le cantine.

### Sala della musica
La villa racchiude nel corpo centrale l'originale Auditorium che, con la soprastante "Sala della musica", detta anche "della chitarra rovesciata", va considerato un vero e proprio teatro sonoro dalle caratteristiche acustiche uniche al mondo. Dall'ingresso principale si entra nel grande Auditorium, la sala più grande del complesso, il cui soffitto si apre al centro.
La sala della musica presenta un'apertura circolare sul pavimento, in corrispondenza del centro della volta del sottostante Auditorium. La musica, eseguita dagli orchestrali posti sulle balconati aggettanti, aveva così modo di amplificarsi grazie al controsoffitto di legno, costruito come la cassa armonica di una immensa chitarra, fluendo poi attraverso il foro per spandersi nell'Auditorium.

### Affreschi
Marco Contarini chiamò ad affrescare le sale un artista locale, Michele Primon, la cui opera si apprezza per l'esuberante e fantasioso apparato architettonico che la compone e che rispecchia la volontà di sorprendere tipica dell'epoca barocca.
Nel XIX secolo i Camerini, nuovi proprietari della villa di Piazzola, chiamarono a celebrare il prestigio della loro famiglia numerosi artisti, dando così un nuovo ed importante contributo alle decorazioni della villa stessa, ed avviando il restauro delle pitture secentesche.  Tra questi, vanno ricordati Domenico Torti, artista romano che lavorò a lungo per la Santa Sede, Pietro Pajetta e Fausto Zonaro.

### Parco e giardini
L'impianto scenografico della villa è completato dai due parterre di impostazione formale e da un vasto parco retrostante, di quaranta ettari, ricco di piante secolari, con un piccolo lago che ospita numerose specie animali.
L'impostazione "all'inglese" offre suggestive variazioni scenografiche, apprezzabili percorrendo gli ombrosi viali, con un laghetto, tempietti, chalet, peschiere e ghiacciaia.

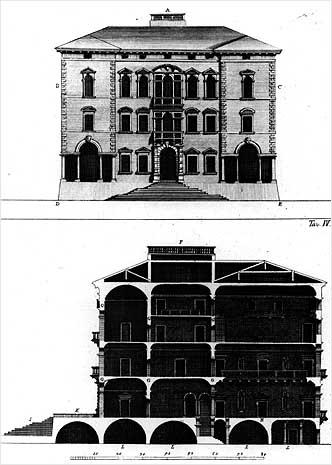
Fronte e sezione del corpo principale della villa (Francesco Muttoni, 1760)
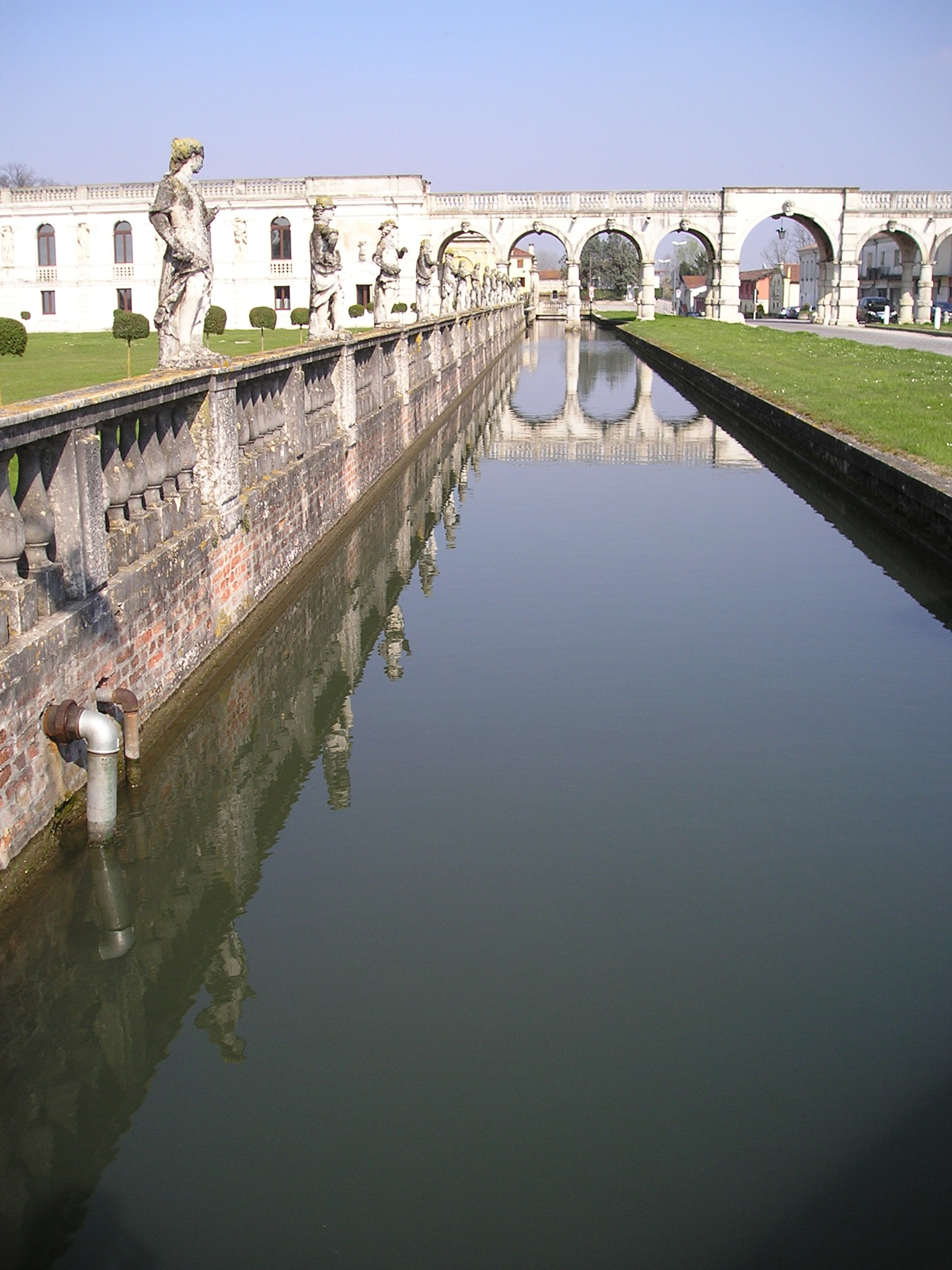
Il primo dei due canali che separano la villa dalla piazza
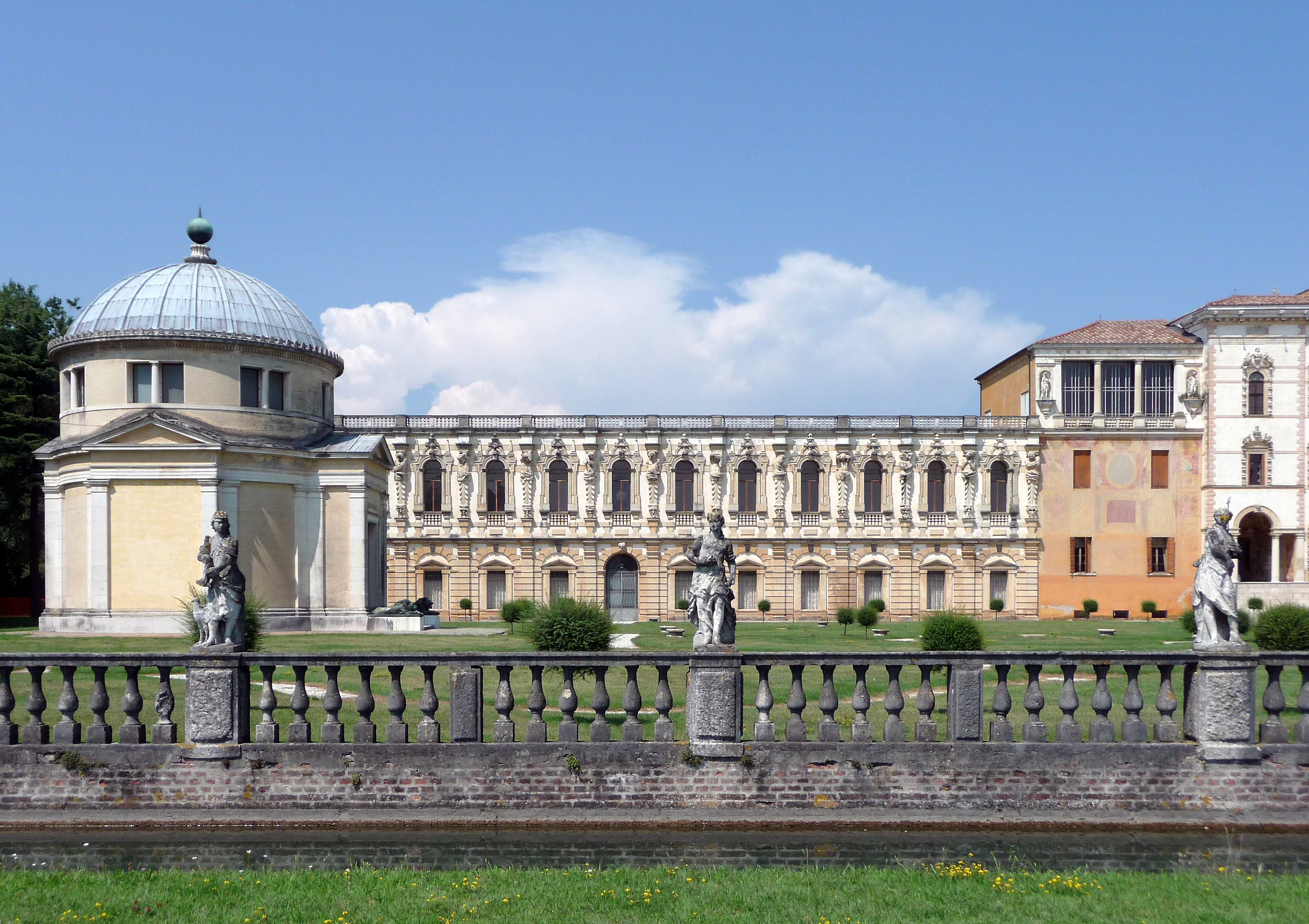
L'ala sinistra della villa (sullo sfondo); a sinistra il mausoleo a Silvestro Camerini; di fronte nella piazza (ma non nella foto) anche la cappella privata, progettata da Tommaso Temanza
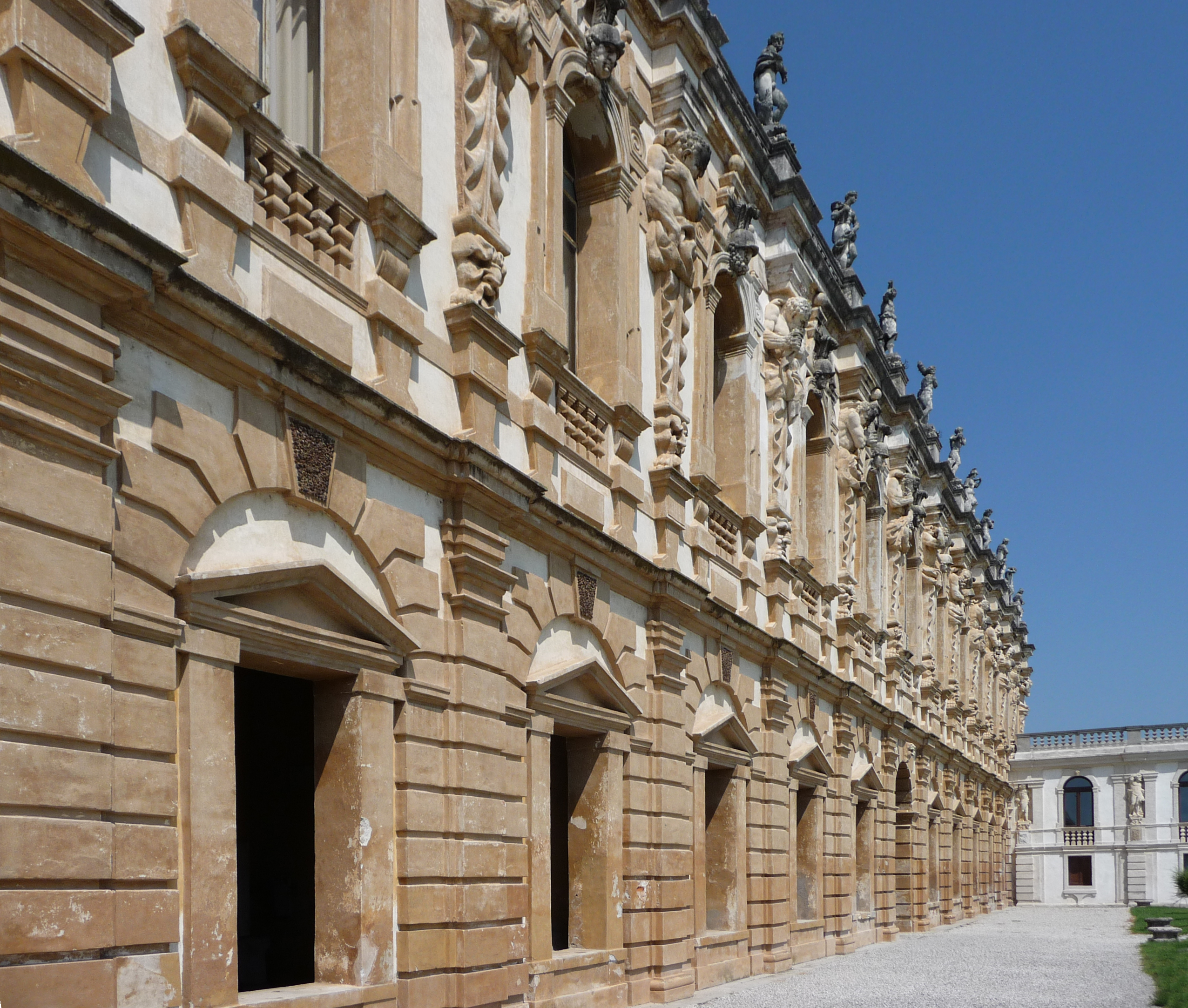
La barchessa subito a destra del corpo principale
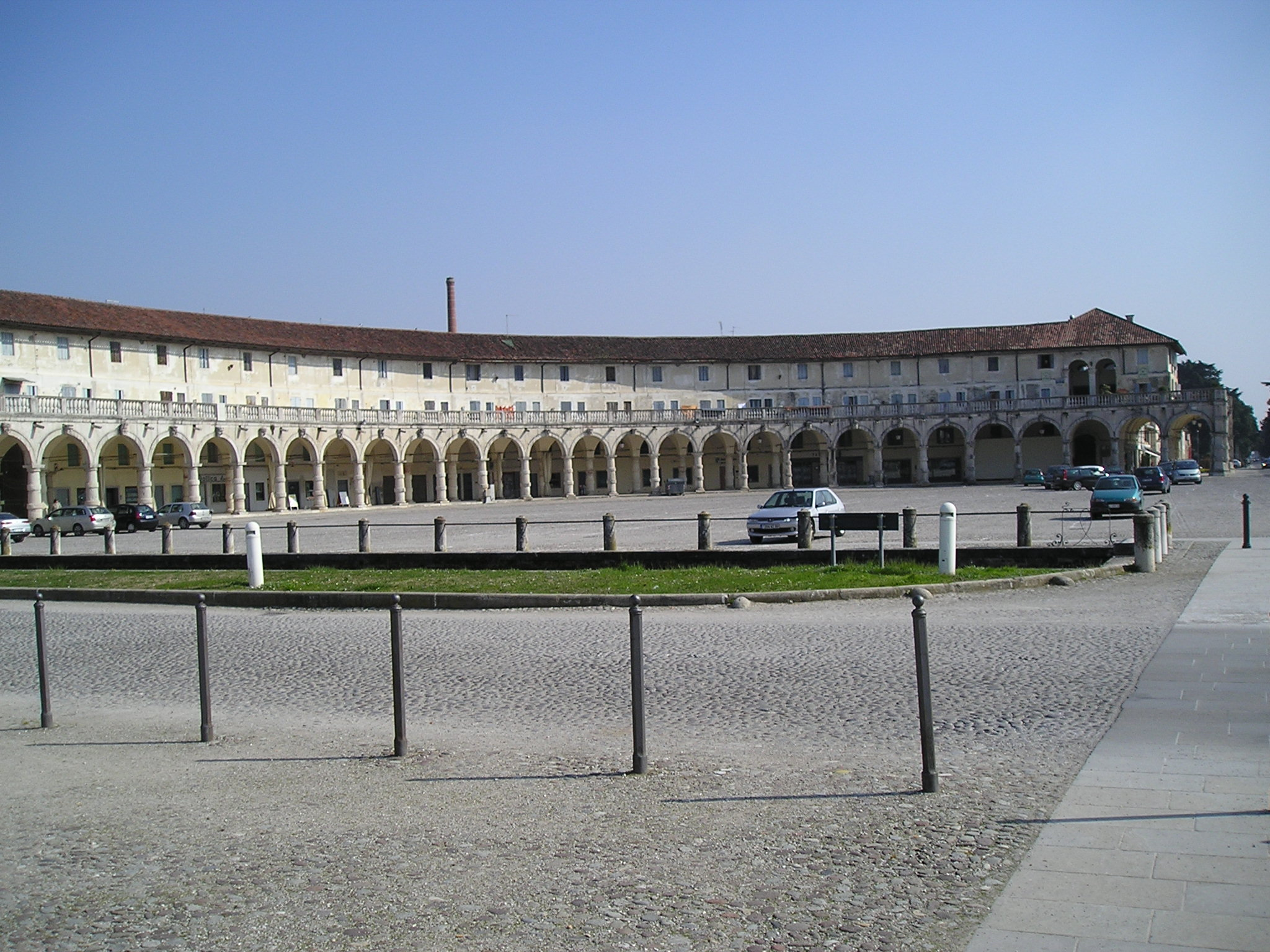
L'ala destra dell'emiciclo nella piazza
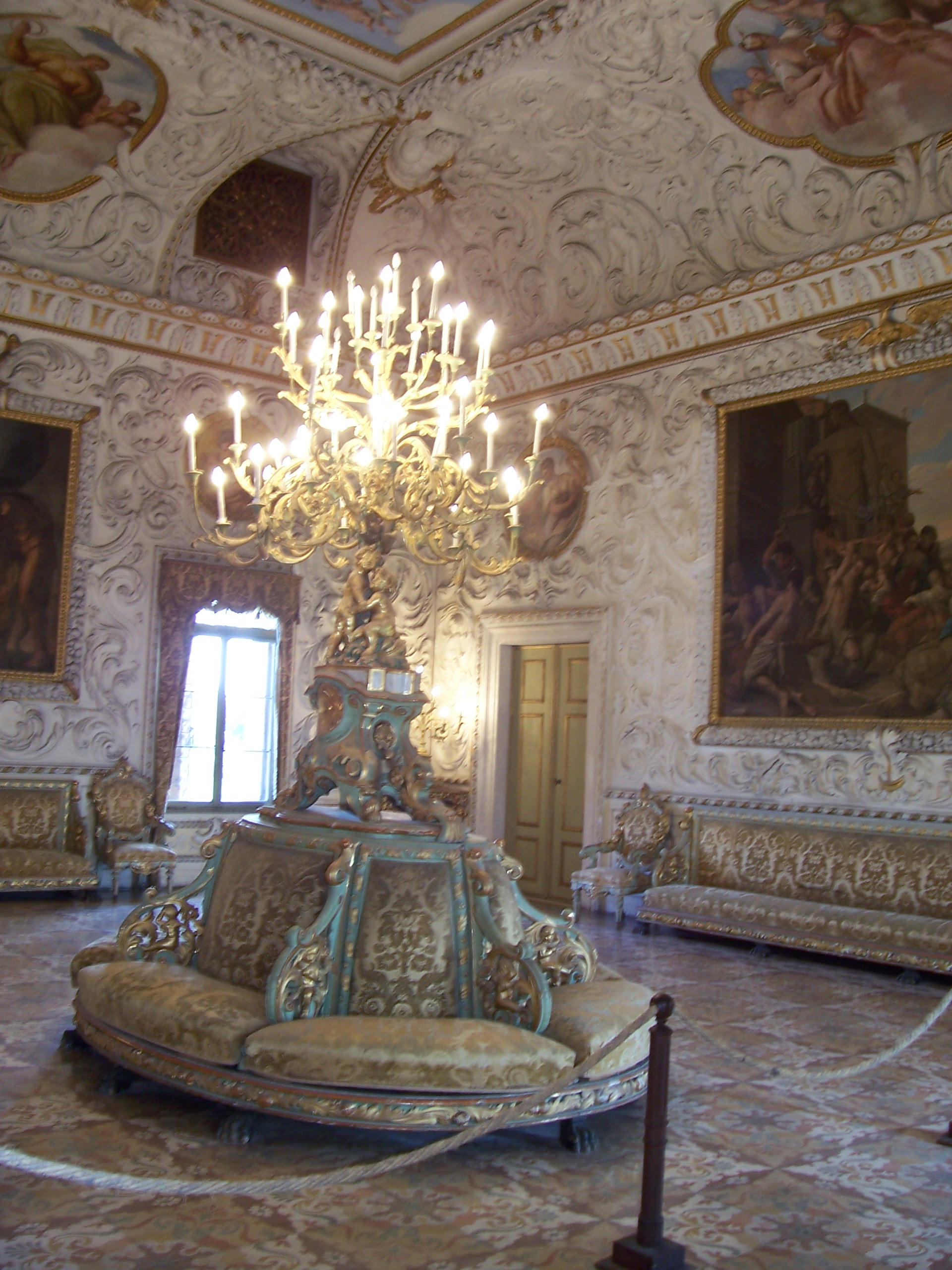
Interni

## Filmografia
La villa fu scelta come set per il film Dimmi che fai tutto per me del 1976, con Johnny Dorelli, tratto da un'idea di Piero Chiara.